# Ancistrogobius
Az Ancistrogobius a csontos halak (Osteichthyes) főosztályának a sugarasúszójú halak (Actinopterygii) osztályába, ezen belül a sügéralakúak (Perciformes) rendjébe, a gébfélék (Gobiidae) családjába és a Gobiinae alcsaládjába tartozó nem.

## Rendszerezés
A nembe az alábbi 4 faj tartozik:
- Ancistrogobius dipus Shibukawa, Yoshino & Allen, 2010
- Ancistrogobius squamiceps Shibukawa, Yoshino & Allen, 2010
- Ancistrogobius yanoi Shibukawa, Yoshino & Allen, 2010
- Ancistrogobius yoshigoui Shibukawa, Yoshino & Allen, 2010